# Maurizio Poli
Maurizio Poli (Pisa, 14 gennaio 1964) è un ex calciatore italiano, di ruolo difensore.

## Carriera
Poli è stato uno dei giocatori più rappresentativi nella Reggina degli anni novanta, di cui divenne capitano simbolo e bandiera. In carriera iniziò a giocare da attaccante e tale rimase il suo ruolo fino al termine della stagione 1988-1989 al Frosinone. Trasferitosi al Cagliari, giocò da terzino sinistro.
Alla Reggina continuò nel ruolo di terzino, spostandosi a centrocampo nella stagione 1999-2000, la prima in Serie A della squadra calabrese. In quella stagione ha totalizzato le sue uniche sei presenze in massima serie. Il suo esordio in A avvenne in occasione di Juventus-Reggina (1-1) del 29 agosto 1999, rendendolo uno dei giocatori ad aver debuttato in Serie A più tardivamente.
Lasciata la Reggina nel gennaio 2000, ha disputato 7 partite nel Savoia in Serie B. La stagione seguente ha militato nel Pro Cisterna in Eccellenza.
Nella stagione 2012-2013 ha chiuso la sua carriera giocando nel Borgo Santa Maria di Latina, in 2ª Categoria

## Statistiche

### Presenze e reti nei club
| Stagione            | Squadra             | Campionato          | Campionato | Campionato |
| Stagione            | Squadra             | Comp                | Pres       | Reti       |
| ------------------- | ------------------- | ------------------- | ---------- | ---------- |
| 1981-1982           | Cuoiopelli          | Interr.             | 1          | 0          |
| 1982-1983           | Cuoiopelli          | Interr.             | 24         | 12         |
| Totale Cuoiopelli   | Totale Cuoiopelli   | Totale Cuoiopelli   | 25         | 12         |
| 1983-1984           | Taranto             | C1                  | 0          | 0          |
| 1984-1985           | Taranto             | B                   | 14         | 3          |
| Totale Taranto      | Totale Taranto      | Totale Taranto      | 14         | 3          |
| 1985-1986           | Pro Cisterna        | C2                  | 28         | 6          |
| 1986-1987           | Pro Cisterna        | C2                  | 28         | 3          |
| Totale Pro Cisterna | Totale Pro Cisterna | Totale Pro Cisterna | 56         | 9          |
| 1987-1988           | Frosinone           | C1                  | 27         | 3          |
| 1988-1989           | Frosinone           | C1                  | 24         | 5          |
| Totale Frosinone    | Totale Frosinone    | Totale Frosinone    | 51         | 8          |
| 1989-1990           | Cagliari            | B                   | 30         | 3          |
| 1990-1991           | Reggina             | B                   | 30         | 1          |
| 1991-1992           | Reggina             | C1                  | 27         | 1          |
| 1992-1993           | Reggina             | C1                  | 25         | 0          |
| 1993-1994           | Reggina             | C1                  | 32         | 3          |
| 1994-1995           | Reggina             | C1                  | 33         | 0          |
| 1995-1996           | Reggina             | B                   | 32         | 1          |
| 1996-1997           | Reggina             | B                   | 32         | 0          |
| 1997-1998           | Reggina             | B                   | 23         | 0          |
| 1998-1999           | Reggina             | B                   | 30         | 0          |
| 1999-2000           | Reggina             | A                   | 6          | 0          |
| Totale Reggina      | Totale Reggina      | Totale Reggina      | 270        | 6          |
| gen. 2000           | Savoia              | B                   | 7          | 0          |
| Totale Carriera     | Totale Carriera     | Totale Carriera     | 423        | 41         |

## Palmarès

### Club

#### Competizioni nazionali
- Serie C1: 1

Reggina: 1994-1995